# 吉原馬雀
吉原 馬雀（よしわら ばじゃく、1982年7月22日 - ）は、宮崎県出身の落語家。本名：井上 雄策。紋は『裏梅』。出囃子は『コロブチカ』。後述の通り、師匠（当時）との確執により落語の世界から一旦離れ、後に別の師匠の門下に入る「再入門」の形で落語界に復帰するという異例の経歴を持つ。

## 来歴
1982年7月22日、宮崎県宮崎市瓜生野出身。日向学院中学校・高等学校を経て、明治学院大学法学部を卒業。大学時代には、落語研究会に所属した。
大学卒業後社会人を経て、2009年12月に三遊亭歌之介（現 四代目三遊亭圓歌）に入門する。2010年7月、前座となる。前座名は「ございます」。かつての兄弟子に「三遊亭ありがとう（現在は義太夫節三味線方の鶴澤卯太吉）」がいた。
2014年11月、柳家緑太、柳家花飛と共に二ツ目に昇進し、三遊亭天歌と改名した。2016年4月より、宮崎市の「ふるさと先生」に任命される。
2022年2月下旬に師匠との間に破門をめぐるトラブルが起き、その対立関係の影響で落語家活動の休止に入る。同年10月、師匠の圓歌が正式に破門を認めたことで師弟関係が終了。演芸情報誌「東京かわら版」では「師弟関係のもつれにより一門を離れた」と報じられた。
「元・師匠」となった圓歌に対し、積年の被害についての民事訴訟に専念するため、活動休止の状態が続いていたが、本人は落語協会で落語家活動を続けるとしていた。また、当時は師匠が居ないことで襲名可能な名跡も無いため、次の師匠が決まるまでの暫定措置として本名を便宜上の活動名義とし、落語協会のホームページでも本名で紹介されていた。引き続き協会員としての身分は維持されていたものの、活動休止中であることや本名名義とすることが憚られるといった事情から、間もなく紹介欄自体が削除された。
2023年7月20日、三遊亭はらしょうのYouTube配信に出演し、四代目吉原朝馬門下に再入門することを公表した。高座名は新たな師匠の朝馬と朝馬の甥弟子となる十一代目金原亭馬生とも相談し吉原馬雀となった。立場としては一度離れた落語業界の門を改めて叩く「再入門」の形ではあるが、二ツ目の身分が維持されている。同年9月1日より「吉原馬雀」名義で再び落語協会員としてプロフィールが掲載されている。なお香盤は枚数が若干落とされている。復帰前は柳家花飛と林家けい木の間に配されていたが、復帰後は林家なな子と林家つる子の間に配されている。なお、朝馬を新たな師匠に選んだ動機は、朝馬がパワハラの類いを良しとしない人格者であるためとのこと。
2024年1月26日、東京地方裁判所で圓歌に対する損害賠償訴訟の判決で、杜下弘記裁判長は圓歌によるパワーハラスメントを認定し「暴行を伴う苛烈な叱責を加えており、社会的に許容される範囲を逸脱している」として、圓歌に対し馬雀へ80万円の支払いを命じた。圓歌側は判決を不服として東京高等裁判所へ控訴したが、同年8月末に圓歌側が控訴を取り下げたため、一審判決が確定したことを9月11日に馬雀のYouTube配信で公表した。
2025年9月21日より、柳家やなぎ、林家なな子、入船亭遊京、金原亭馬久と共に真打昇進予定。

## 三遊亭圓歌に対して
上述の通り、元師匠である三遊亭圓歌とは深刻な確執がある。馬雀は幼い頃から圓歌の大ファンであり、圓歌の落語を聴いて育った。その「憧れの存在」であった三遊亭圓歌（当時、三遊亭歌之介）に入門するも、表面から視ることのできる落語家としての「三遊亭歌之介（圓歌）」と
、表面からは観ることのできない1人の人間としての「野間賢」の人格面が著しく懸け離れていることに失望している。そのため、自身が落語を好きになったことや、落語界に入るきっかけを与えてくれたことについては現在も感謝しているが、1人の人間としては酷く軽蔑しており、現在はファンでもなんでもなく、感謝・尊敬・信頼は一切していない旨を発言している。

## 芸歴
- 2009年12月 - 三遊亭歌之介に入門。
- 2010年7月 - 前座となる、前座名「ございます」。
- 2014年11月 - 二ツ目昇進、「天歌」と改名。
- 2022年10月 - 四代目三遊亭圓歌から破門される。
- 2023年7月 - 四代目吉原朝馬に再入門、「馬雀」を名乗る。

## 著書
監修
- 『俺とシショーと落語家パワハラ裁判』 三遊亭はらしょう（著）、吉原馬雀（監修） 彩流社 2025年2月  ISBN 978-4779130267 [14]